# Hewettite
La hewettite è un minerale.